# Laguna de Bay
Laguna de Bay o llac Laguna, és el llac més gran de les Filipines. Es troba al sud-est de Metro Manila, entre les províncies de Laguna al sud i Rizal al nord. Un llac d'aigua dolça, té una superfície de 911–949 km², amb una profunditat mitjana d'uns 2.8 metres i una elevació d'aproximadament un metre sobre el nivell del mar. El llac té forma de pota de gall, amb dues penínsules que sobresurten de la riba nord i omplen la gran Laguna Caldera. Al mig del llac hi ha la gran illa de Talim.
El llac és una de les principals fonts de peixos d'aigua dolça del país. La seva aigua arriba a la badia de Manila a través del riu Pasig. Els problemes ambientals com els problemes de qualitat de l'aigua creats per la pressió de la població i la industrialització, les espècies invasores i la sobrepesca són preocupants per al llac, perjudicant la seva importància econòmica per al país. A mesura que la població s'expandeix a la badia, s'espera que dependrà més del llac per al subministrament d'aigua dolça, de manera que la qualitat de l'aigua afecta directament les poblacions humanes.